# إنكار الارتباط
المغالطة غير الصورية المتمثلة في إنكار الارتباط (في الإنجليزية: Denying The Correlative)، هي محاولة لإدخال بدائل غير موجودة، وذلك على عكس مغالطة المعضلة الكاذبة التي تنكر البدائل الأخرى، والصيغة المنطقية لها هو الصيغة المتمثلة بالعبارة إما X أو ليس X ، إذًا Y.
على سبيل المثال:
القاضي: هل قتلت مالك العقار أم لا؟
كيرك: لقد تعاركت معه.
يجب اختيار أفضل إجابة من البدائل المتاحة في سياق أسئلة الإختيار من متعدد. وفي جميع الأحوال، لتحديد ما إذا كانت هذه المغالطة قد ارتكبت أم لا، يجب إلقاء نظرة فاحصة على السياق. يكون إدخال بديل أو خيار في سياق لا يعترف منطقيًا بأي شيء هو جوهر مغالطة إنكار الإرتباط، لكن هذا بحد ذاته يمكن اعتباره إشارة إلى أن السياق غير منطقي. حتى إذا لم تكن هناك بدائل ضمنية (مثل الحق في إلتزام الصمت)، قد تحتاج الإفتراضات إلى التساؤل والتوضيح، أو قد تتطلب العواقب دحضًا.